# Theodardus van Narbonne

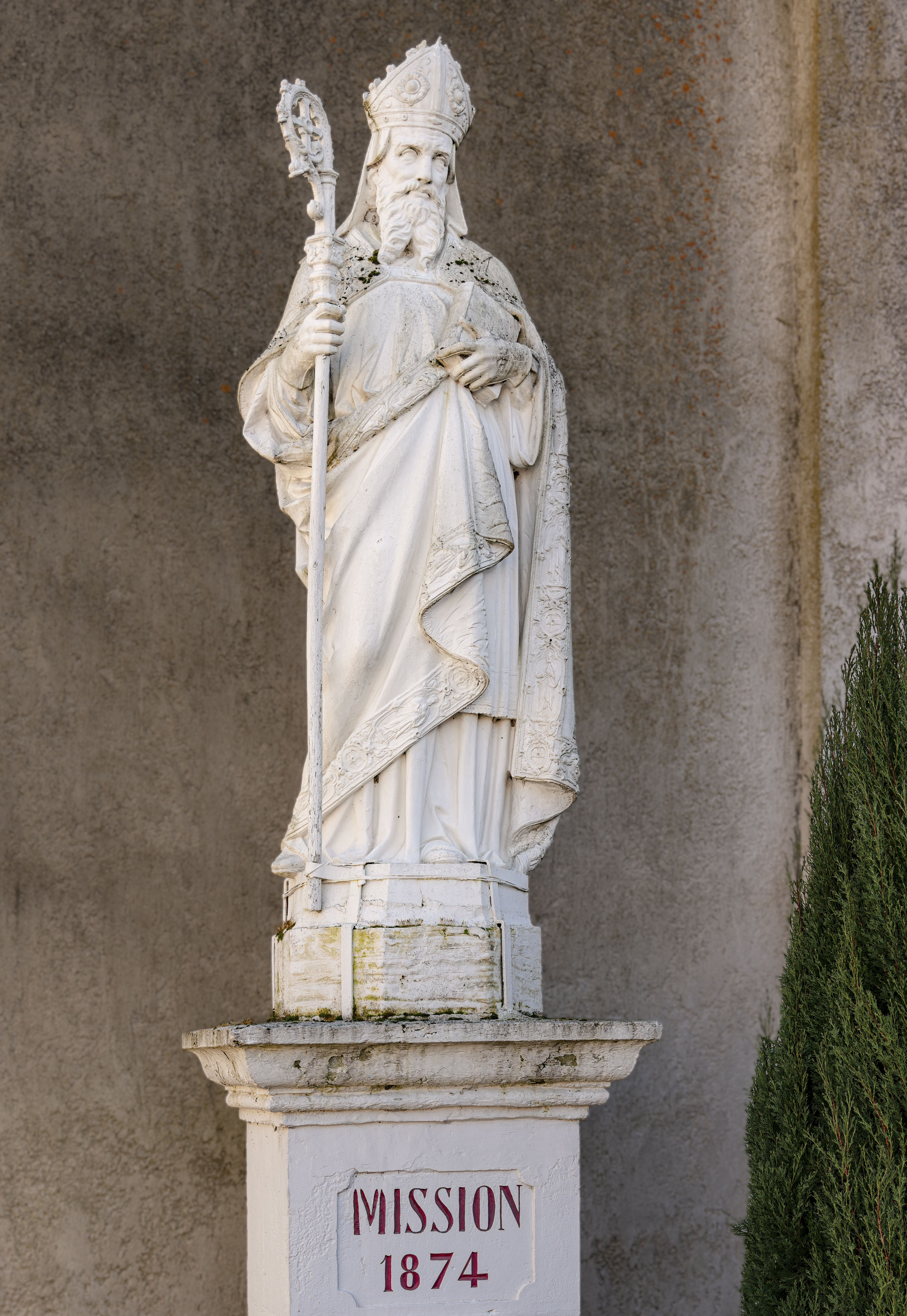
Standbeeld van Sint-Theodardus in de kerk van Villebrumier

Theodardus van Narbonne (Frans: Théodard of Audard, Montauriol, ca. 840 - aldaar, 1 mei 893) was de aartsbisschop van Narbonne van 885 tot zijn dood.
Theodardus werd geboren in de buurt van de abdij van Montauriol in een adellijke familie en studeerde in Toulouse. Hij werd vanwege zijn welsprekendheid en grote kennis opgemerkt door aartsbisschop Sigebod van Narbonne. Dit gebeurde tijdens een concilie dat in Toulouse werd gehouden na klachten van Joodse inwoners tegen de plaatselijke bisschop. Sigebod nam hem in dienst als klerk. Theodardus werd tot priester gewijd en in 878 tot aartsdiaken. Na de dood van Sigebod in 885 werd Theodardus gekozen om hem op te volgen. Hij viel op door zijn vrijgevigheid, vooral ten aanzien van de slachtoffer van de plundertochten door de Saracenen. Hij kocht ook gevangenen vrij van de Saracenen en hielp bij het lenigen van een hongersnood. Hij stond in voor de restauratie van de kathedraal van Narbonne. 
Hij hielp bij het heroprichten van het bisdom Osona en wijdde er Gotmar als bisschop. In 891 woonde hij het concilie bij dat was bijeengeroepen door koning Odo I van Frankrijk.
Op het einde van zijn leven trok hij zich ziek terug in de abdij van Montauriol. De voorouders van Theodardus hadden deze benedictijner abdij nog gesticht. Daar overleed hij in 893. Hij werd begraven in de abdijkerk en kort na zijn dood zouden zich mirakels bij zijn graf hebben voorgedaan. Hij werd vereerd als heilige en de abdij werd aan hem gewijd. Bij de plundering van de abdij door protestanten in de 16e eeuw werden zijn relieken naar de kerk van Villebrumier gebracht. Bisschop Pierre de Berthier van Montauban liet in 1652 een nieuw schrijn vervaardigen voor deze relieken.
Theodardus wordt vereerd als heilige in de Rooms-Katholieke Kerk. Zijn feestdag is 1 mei. Hij is de patroonheilige van Montauban.